# Highams Park
Highams Park est une zone anglaise située au nord-est de Londres, dans le borough londonien de Waltham Forest.